# 湯江村
湯江村（ゆえむら）は、長崎県の島原半島にあった村。南高来郡に属した。1955年（昭和30年）に南隣の大三東村と合併し有明村となった。
現在の島原市有明地区の北部にあたる。

## 地理
島原半島の北東部に位置する。
- 河川：湯江川、栗谷川、高橋川、白拍子川、佐野川
- 港湾：湯江漁港

## 沿革
- 1889年（明治22年）4月1日 - 町村制施行により、南高来郡湯江村が単独村制にて発足。
- 1919年（大正8年）5月6日 - 当村域に島原鉄道線の湯江駅（現在の有明湯江駅）が開業。
- 1955年（昭和30年）4月1日 - 大三東村と合併して有明村が発足し、湯江村は自治体として消滅。

## 地名
名を行政区域とする。湯江村は1889年の町村制施行時に単独で自治体として発足したため大字は無し。
なお、湯江村では名の名称を十干に置き換えて表記する。
- 甲 ／ 池田名
- 乙 ／ 久原名（くばる）
- 丙 ／ 釘崎名
- 丁 ／ 戸田名

## 交通

### 鉄道
島原鉄道
- 島原鉄道線

（多比良町） - 島鉄湯江駅 - （大三東村）

## 湯江村出身の著名人
- 菅原道大（大日本帝国陸軍軍人）